# Yvonne Cheffer-Delouis
 (juin 2018).
 (juin 2018).
Si vous disposez d'ouvrages ou d'articles de référence ou si vous connaissez des sites web de qualité traitant du thème abordé ici, merci de compléter l'article en donnant les références utiles à sa vérifiabilité et en les liant à la section « Notes et références ».
Yvonne Cheffer-Delouis née le 12 octobre 1910 à Boulogne-Billancourt et morte le 9 juillet 2003 à Limoges, est une artiste peintre post-impressionniste française.

## Biographie
Yvonne Cheffer-Delouis est née à Boulogne-Billancourt le 12 octobre 1910. Son père Paul Cheffer, ingénieur des Arts et Métiers, a notamment travaillé avec Louis Renault. Sa mère, Clémentine Della Tana, était issue de la petite noblesse vénitienne.
Yvonne est la petite nièce d’Auguste Rodin : la sœur de sa grand-mère paternelle est la mère du sculpteur. Son oncle, Henry Cheffer (1880-1957), Grand Prix de Rome de gravure, est un célèbre illustrateur de livre. Il lui permet d'entrer aux Beaux-Arts de Paris, à partir de 1928.
En 1931, elle obtient le Professorat d’Etat en Arts et remporte la médaille d’argent du concours inter-écoles. Par la suite, elle enseigne le dessin, pendant 5 ans, dans les écoles de Paris.
En 1936, elle épouse Pierre Delouis, ingénieur. Pierre Delouis étant appelé à diriger l’entreprise familiale « Maison Delouis » spécialisée dans les condiments haut de gamme, le couple s'installe à Limoges.
Afin de participer à la vie financière du foyer, Yvonne travaille en tant que décoratrice commerciale et se plait dans l'activité d'étalagiste.
Après 1950, elle dirige également une académie libre de dessin pour enfants durant seize années. Par ailleurs, pendant douze ans, elle enseigne le dessin aux enfants handicapés dans un centre spécialisé près de Limoges, à Couzeix.
Les décès de ses parents et de sa sœur, puis celui de son mari en 1985, l’affectent profondément. Elle se réfugie dans la peinture qui devient pour elle un réconfort salvateur.

## Œuvre
L’œuvre d’Yvonne Cheffer-Delouis évoque l’intime, la féminité, la grâce, le silence et la pudeur. Au travers de scènes comme la lecture, la broderie ou la rêverie, elle peint la femme dans son intérieur, au sens propre comme au sens figuré. Sa peinture est colorée, lumineuse et apaisée. Les fleurs sont le fil conducteur que l’on retrouve tout au long de son œuvre particulièrement délicate et poétique.

Œuvres d'Yvonne Cheffer-Delouis
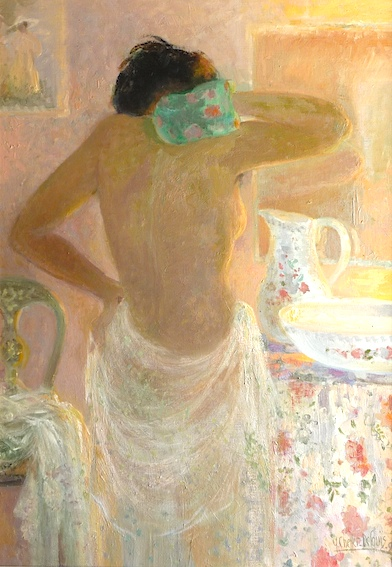
La toilette au gant vert 1990 Huile sur toile H. 92 cm x L. 65 cm
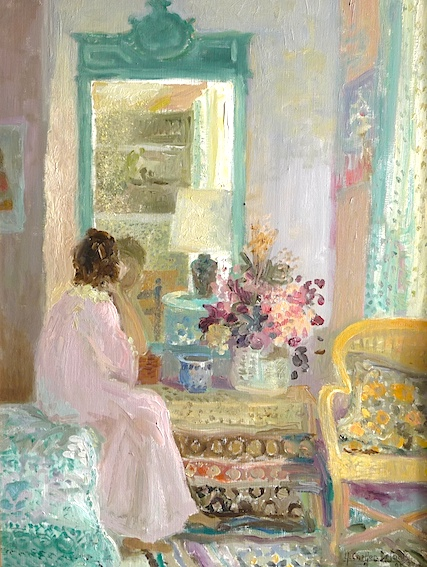
La femme en robe de chambre rose 1991 Huile sur toile H. 65 cm x L. 50 cm
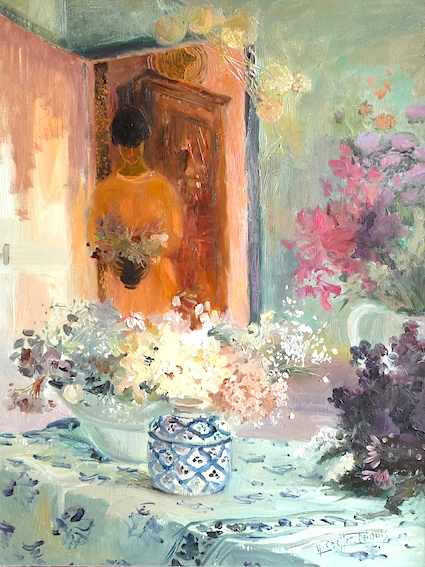
1992 Huile sur toile H. 55cm x L. 33 cm